# Просто так (мультфільм)
«Просто так» (рос. Просто так) — радянський мальований короткометражний мультиплікаційний фільм 1976 року, знятий на студії «Союзмультфільм».

## Сюжет
Добрий мультфільм про те, як хлопчик подарував сумному віслюкові букет квітів просто так. Ослик зрадів, і в свою чергу подарував цей же букет щеняті. Так само букет потрапив до ведмежа, а від нього — до білочки. І всі, до кого попадав цей букет, ставали радісними, адже так приємно отримувати подарунки просто так.

## Творці
- Автор сценарію: Жанна Вітензон
- Режисер: Стелла Аристакесова
- Художник-постановник: Ніна Юсупова
- Композитор: Мечислав Вайнберг
- Оператор: Кабул Расулов
- Звукооператор: Борис Фільчиков
- Асистенти: Зоя Кредушинська, Володимир Рогов
- Художник-декоратор: Ірина Троянова
- Художники-мультиплікатори: Олег Сафронов, Ельвіра Маслова, Олександр Мазаєв, Віталій Бобров, Олександр Горленко, Йосип Куроян
- Ролі озвучували: Лідія Катаєва — Білка, Світлана Харлап — Хлопчик, Юрій Авшаров — Віслючок, Агар Власова — Ведмедик, Марія Виноградова — Цуценя
- Режисер монтажу: Олена Тертична
- Редактор: Наталія Абрамова
- Директор картини: Любов Бутиріна